# Pure Taboo
Pure Taboo es un estudio de cine pornográfico estadounidense creado en 2017 por la directora y productora Bree Mills y que forma desde su inicio del grupo audiovisual canadiense Gamma Entertainment.
Se caracteriza por la producción y distribución de películas, o episodios seriales, de películas que reflejan la pornografía tabú o fantasía erótica ilícita. "Nuestros espectadores definitivamente verán algo diferente de nuestros actores de todo lo que verán en cualquier otro lugar [...] Estamos trayendo a los fanáticos una especie de exceso teatral gráfico con una actuación genuina e historias inquietantes mezcladas con sexo duro, en un entorno de producción que es todo menos ordinario", explicó la CEO del estudio Bree Mills. La directora presentaba una "nueva era en la realización de películas para adultos", buscando un cambio de enfoque en los roles de los actores y actrices.
La primera película del estudio fue Half His Age, coprotagonizada por Charles Dera, Cherie DeVille, Jill Kassidy, Kristen Scott, Small Hands y Xander Corvus. Paralelamente a su estreno, el estudio planteó la creación de contenido exclusivo para su web, además de las compras físicas, anunciándose como primer adelanto un teaser tráiler del episodio (o historia corta) Crossing Borders, que protagonizaban Adriana Chechik y Tommy Pistol. Pocas semanas después, se dio a conocer que la primera directora invitada del estudio iba a ser la actriz, cineasta y productora Joanna Angel, que llegaría a dirigir varios episodios para la web y largometrajes como Dysfunctional Marriage, Trailer Park Taboo o Under the Bed.

## Actores
Algunos de los actores y actrices que trabajan (o han trabajado) para Burning Angel son:
- Abella Danger
- Abigail Mac
- Adria Rae
- Adriana Chechik
- Aidra Fox
- Alex Legend
- Alexis Fawx
- Alina Lopez
- Ana Foxxx
- Angela White
- Ashley Adams
- Aubrey Kate
- Avi Love
- Brandi Love
- Bree Daniels
- Brett Rossi
- Cadence Lux
- Candice Dare
- Casey Calvert
- Casey Kisses
- Chad Alva
- Chad White
- Chanel Preston
- Charles Dera
- Cherie DeVille
- Chloe Cherry
- Christie Stevens
- Cory Chase
- Dana DeArmond
- Danny Mountain
- Dee Williams
- Derrick Pierce
- Dillion Harper
- Donnie Rock
- Elexis Monroe
- Ella Knox
- Elsa Jean
- Emily Willis
- Emma Hix
- Evelyn Claire
- Gia Derza
- Gia Paige
- Gianna Dior
- Gina Valentina
- Giselle Palmer
- India Summer
- Ivy Wolfe
- Jane Wilde
- Jill Kassidy
- Joanna Angel
- John Strong
- Jojo Kiss
- Karla Lane
- Karlee Grey
- Kendra James
- Kendra Spade
- Kenna James
- Kenzie Reeves
- Kenzie Taylor
- Kira Noir
- Kissa Sins
- Krissy Lynn
- Kristen Scott
- Lacy Lennon
- Lana Rhoades
- Lauren Phillips
- Lena Paul
- Lisey Sweet
- Logan Pierce
- Lola Fae
- London River
- Marcus London
- Markus Dupree
- Maya Kendrick
- Mick Blue
- Mindi Mink
- Mona Wales
- Mr. Pete
- Naomi Swann
- Natasha Nice
- Nina Elle
- Penny Pax
- Piper Perri
- Reagan Foxx
- Reena Sky
- Ryan Driller
- Ryan Keely
- Ryan McLane
- Sabina Rouge
- Sarah Vandella
- Scarlett Sage
- Seth Gamble
- Shay Sights
- Silvia Saige
- Small Hands
- Sovereign Syre
- Steve Holmes
- Stirling Cooper
- Syren De Mer
- Tiffany Watson
- Tommy Gunn
- Tommy Pistol
- Tyler Nixon
- Uma Jolie
- Valentina Nappi
- Victoria Voxxx
- Whitney Wright
- Xander Corvus
- Zac Wild
- Zoey Monroe

## Premios del estudio
- Premio AVN (2018) a la Mejor película - Drama por Half His Age: A Teenage Tragedy.[4][12]
- Premio AVN (2018) a la Mejor película del año por Half His Age: A Teenage Tragedy.[4]
- Premio AVN (2018) al Mejor nuevo estudio.[12]
- Premio AVN (2018) al Mejor actor de reparto (Small Hands) por Half His Age: A Teenage Tragedy.
- Premio AVN (2018) a la Mejor actriz de reparto (Kristen Scott) por Half His Age: A Teenage Tragedy.
- Premio XBIZ (2018) a la Película del año por Half His Age: A Teenage Tragedy.[13]
- Premio XBIZ (2018) al Mejor actor protagonista (Charles Dera) por Half His Age: A Teenage Tragedy.[13]
- Premio XBIZ (2018) al Mejor actor de reparto (Small Hands) por Half His Age: A Teenage Tragedy.
- Premio XBIZ (2018) a la Mejor actriz de reparto (Small Hands) por Half His Age: A Teenage Tragedy.
- Premio XBIZ (2018) a la Mejor cinematografía por Half His Age: A Teenage Tragedy.[13]
- Premio XBIZ (2018) al Mejor montaje por Half His Age: A Teenage Tragedy.
- Premio XBIZ (2018) al Mejor nuevo estudio - en línea.[13]
- Premio AVN (2019) al Mejor actor en mediometraje (Tommy Pistol) por The Weight of Infidelity.[14][15]
- Premio AVN (2019) a la Mejor actriz (Eliza Jane) por Anne: A Taboo Parody.[16]
- Premio AVN (2019) a la Mejor actriz de reparto (Joanna Angel) por A Trailer Park Taboo.[10]
- Premio AVN (2019) al Mejor mediometraje por The Weight of Infidelity.[14]
- Premio AVN (2019) a la Mejor película - Proposición lasciva por The Psychiatrist.[17]
- Premio XBIZ (2019) al Lanzamiento tabú del año por Future Darkly: Artifamily.[18][19]
- Premio XBIZ (2019) al Mejor actor protagonista (Tommy Pistol) por Anne: A Taboo Parody.[16]
- Premio XBIZ (2019) al Mejor actor en película de sexo en pareja (Tommy Pistol) por The Weight of Infidelity.[14]
- Premio XBIZ (2019) al Mejor actor en película tabú (Michael Vegas) por The Jealous Brother.[20]
- Premio XBIZ (2019) a la Mejor actriz en película tabú (Gia Paige) por The Jealous Brother.
- Premio XBIZ (2019) a la Mejor actuación no sexual (Nina Hartley) por Future Darkly: Artifamily.
- Premio XBIZ (2019) a la Mejor escena de sexo en película (Kenzie Reeves y Small Hands) por A Trailer Park Taboo.[10]
- Premio XBIZ (2019) a la Mejor escena de sexo en película tabú (Gia Paige y Michael Vegas) por The Jealous Brother.
- Premio AVN (2020) al Mejor actor (Tommy Pistol) por The Aura Doll (Future Darkly: The Complete Second Season).[21][22]
- Premio AVN (2020) a la Mejor escena escandalosa de sexo (Cherie DeVille y Michael Vegas) por The Ghost Rocket (Future Darkly: The Complete Second Season).
- Premio AVN (2020) a la Mejor serie o antología por Future Darkly.
- Premio XBIZ (2020) al Lanzamiento tabú del año por Gold Star: A Whitney Wright Story.[23][24]
- Premio XBIZ (2020) al Mejor actor en película tabú (Tommy Pistol) por Future Darkly: The Aura Doll.
- Premio XBIZ (2020) a la Mejor actriz en película tabú (Alina Lopez) por Bishop's Interview: An Alina Lopez Story.[25]
- Premio AVN (2021) a la Mejor actuación no sexual (Angela White) por Fertile.[26]